# Charles Frodsham

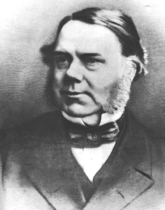
Charles Frodsham

Charles Frodsham (* 15. April 1810 in London; † 1871) war ein englischer Chronometermacher.
Bereits 1830 reichte er einen Marinechronometer zur Prüfung im Royal Greenwich Observatory ein und erzielte einen zweiten Preis. Ab 1834 war Frodsham Mitglied der Royal Society. Er übernahm 1843 die Firma John Arnold & Co in London.
Frodsham war eine Zeit lang Vizepräsident des British Horological Institute und wurde 1845 Mitglied der Worshipful Company of Clockmakers. 1854 folgte die Ernennung zum Königlichen Hofuhrmacher und Hoflieferanten. Ein Jahr später war er Master der Clockmakers Company.
Eine Uhr von Frodsham war der offizielle Zeitmesser bei der Gründung Australiens im Jahr 1788 durch die Briten. Die Uhr kann im Royal Observatory in Sydney besichtigt werden.
Das Familienunternehmen Charles Frodsham & Co. ist heute noch Hoflieferant der britischen Königlichen Familie.